# کادینا، استرالیای جنوبی
کادینا (به انگلیسی: Kadina) یک شهرک در استرالیا است که در استرالیای جنوبی واقع شده‌است.